# أمل ومجد (فلم)
أمل ومجد (بالإنجليزية: Hope and Glory) هو فيلم كوميدي تم إنتاجه في المملكة المتحدة وصدر في سنة 1987.

## الميزانية والإيرادات
بلغت تكلفة إنتاج الفيلم حوالي 3 ملايين دولار بينما حقق أرباحا تقدر بـ 10,021,120 دولار.

### ترشيحات وجوائز
| السنة | الحدث  | الفئة     | النتيجة |
| ----- | ------ | --------- | ------- |
|       | أوسكار | أفضل فيلم | ترشـيـح |

## وصلات خارجية
- مقالات تستعمل روابط فنية بلا صلة مع ويكي بيانات